# Vézeronce-Curtin
Vézeronce-Curtin ist eine französische Gemeinde mit 2217 Einwohnern (Stand 1. Januar 2022) im Département Isère in der Region Auvergne-Rhône-Alpes. Sie gehört zum Kanton Morestel.

## Geografie
Vézeronce-Curtin liegt 50 Kilometer südöstlich von Lyon, 16 Kilometer nordöstlich von Bourgoin-Jallieu und 12 Kilometer nördlich von La Tour-du-Pin, zwischen den Nachbargemeinden Saint-Sorlin-de-Morestel im Süden, Vasselin im Südwesten und dem Kantonshauptort Morestel im Norden. Die Weiler Curtin und Charray gehören zur Gemeinde.

## Geschichte
Historische Bedeutung erlangte die Kleinstadt durch die Schlacht bei Vézeronce (damaliger Name: Veseruntia) am 21. Juni 524, in der den Burgunden unter Godomar II. im Burgundenkrieg ein letzter Sieg gegen die Franken gelang, ehe diese sich 534 Burgund einverleiben konnten.
Vézeronce-Curtin lag an der Grenze zu Savoyen, es gibt noch ein altes Zollgebäude aus dem 18. Jahrhundert. 1871 wurde im Weiler Curtin ein gallischer Helm gefunden, der sich heute im Museum von Grenoble (Musée dauphinois) befindet. Der Helm muss einer hochgestellten Persönlichkeit gehört haben und wird deshalb Chlodomer zugerechnet, der bei der Schlacht bei Vézeronce umkam, und dessen Grab nie gefunden wurde. 
1793 erhielt Vézeronce-Curtin als Vezeronce im Zuge der Französischen Revolution (1789–1799) den Status einer Gemeinde und 1801 als Vezeronca das Recht auf kommunale Selbstverwaltung. Am 1. Januar 1973 wurde Curtin eingemeindet und Vézeronce wurde in Vézeronce-Curtin umbenannt.

## Bevölkerungsentwicklung
| Jahr                       | 1962 | 1968 | 1975 | 1982 | 1990 | 1999 | 2007 | 2017 |
| Einwohner                  | 710  | 689  | 837  | 1208 | 1320 | 1509 | 1651 | 2129 |
| Quellen: Cassini und INSEE |      |      |      |      |      |      |      |      |

## Wappen
Das Wappen der Gemeinde zeigt den auf blauem Grund einen silbernen Helm, der mit goldenen Nägeln beschlagen ist. Es erinnert an den Helm der 1871 gefunden wurde.

## Sehenswürdigkeiten

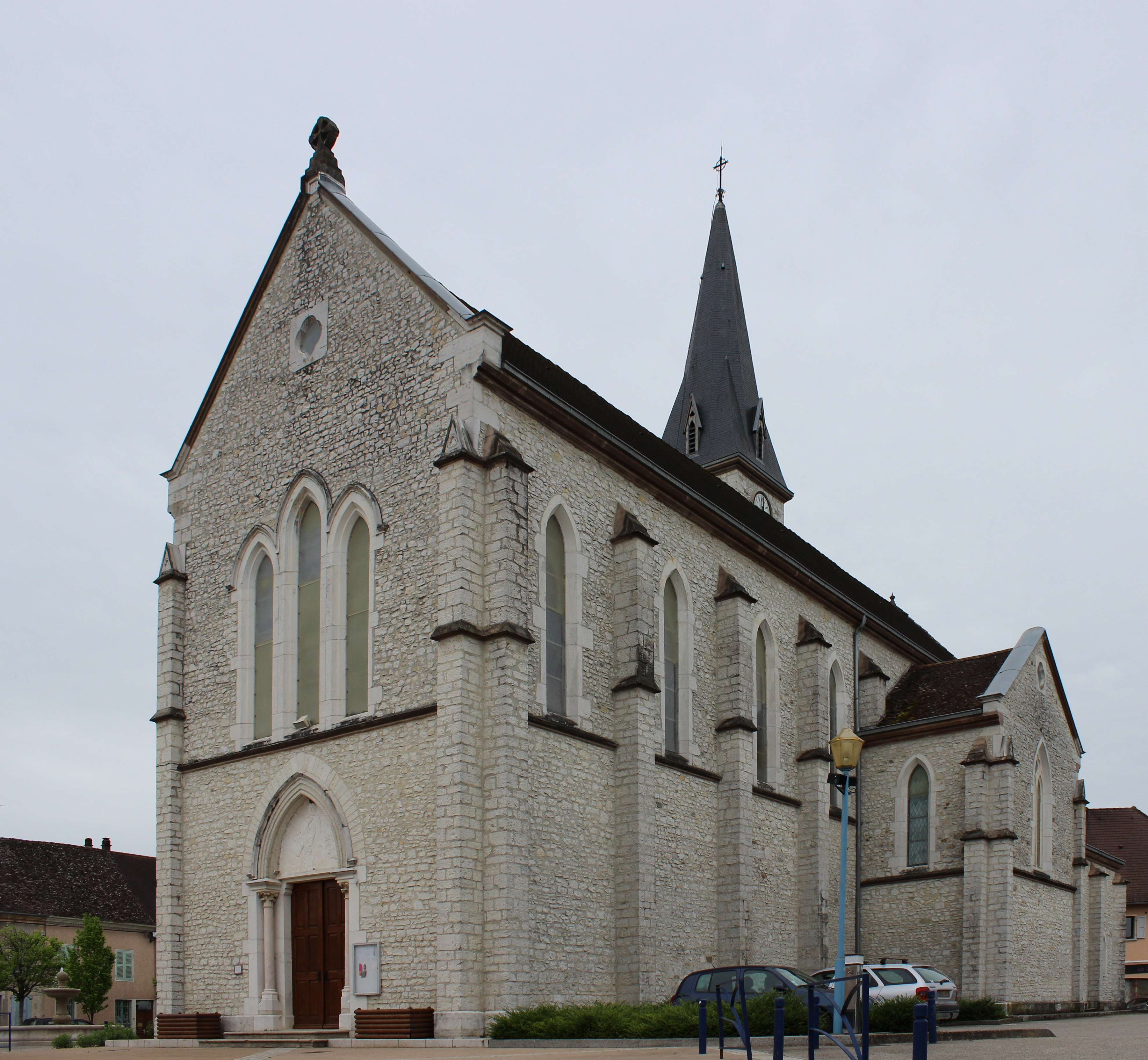
Kirche Saint-Laurent

- Kirche Saint-Laurent

## Persönlichkeiten
- Louis-Callixte Lasserre (1839–1903), Geistlicher und Kapuziner